# زیرمنطقه (فنلاند)
زیرمنطقه (انگلیسی: Basic statistical unit) سوئدی: delområde فنلاندی: Osa-alue به منطقه‌ای اشاره دارد که با تقسیم یک شهرداری به بخش‌های کوچک‌تر برای اهداف آماری تشکیل می‌شود. شهرداری‌های فنلاند به زیرمنطقه‌ها در یک، دو، سه یا چهار سطح سلسله مراتبی مختلف تقسیم می‌شوند. در تقسیم‌بندی منطقه‌ای سه سطحی، نام سطوح سلسله مراتبی از بزرگترین به کوچکترین، منطقه بزرگ، منطقه آماری و منطقه کوچک است. تقریباً ۱۱۰۰۰ منطقه کوچک در فنلاند وجود دارد. نام‌های متناظر در زبان سوئدی storområde, statistikområde و småmråde هستند.
زیرمنطقه